# Rio Ghelinţa Mică
O Rio Ghelinţa Mică é um rio da Romênia, afluente do Ghelinţa, localizado no distrito de Covasna.